# Gol! Gol!
Gol! Gol! (ros. Шайбу! Шайбу!) – radziecki film animowany z 1964 roku w reżyserii Borisa Diożkina. Film rysunkowy o tematyce sportowej. Hokejowy mecz pomiędzy zespołami Mietieor i Wympieł.

## Animatorzy
Władimir Karp, Anatolij Solin, Siergiej Diożkin, Wiktor Arsientjew, Boris Diożkin, Wadim Dołgich

## Nagrody
- 1966: II nagroda w kategorii filmów animowanych na II Wszechzwiązkowym Festiwalu Filmowym w Kijowie
- 1966: Złoty medal i dyplom dla najlepszego filmu animowanego o tematyce sportowej na I Wszechzwiązkowym Festiwalu Filmowym filmów sportowych w Moskwie
- 1967: Puchar Stowarzyszenia włoskich filmowców na XXIII Międzynarodowym Festiwalu filmów sportowych w Cortinie d’Ampezzo (Włochy)